# Кашишвара Пандит
Каши́швара Па́ндит (IAST: Kāśīśvara Paṇḍita) — кришнаитский святой, живший в Бенгалии и Ориссе в конце XV — первой половине XVI века. Кашишвара был современником Чайтаньи Махапрабху и жил вместе с ним в Пури. Кашишвара был учеником Ишвары Пури, который также был духовным учителем Чайтаньи.
Кашишвара был очень физически сильным, поэтому, когда Чайтанья посещал храм Джаганнатхи в Пури, он оберегал его от натиска толпы. Другим его служением была раздача прасада после киртанов. Описывается, что когда Чайтанья попросил Кашишвару переехать во Вриндавану и поклоняться там божеству Говиндаджи Рупы Госвами, Кашишвара, страшась разлуки с Чайтаньей, начал сокрушаться. Из сострадания к своему верному слуге, Чайтанья дал ему божество Гаура-Говинды — себя в образе Кришны, играющего на флейте. После этого довольный Кашишвара Пандит поселился во Вриндаване и начал служить там Гаура-Говинде и Говиндаджи. В настоящее время оригинальные божества Гаура-Говинды и Говиндаджи находятся в популярном храме Говиндаджи в Джайпуре, Раджастхан.
Отцом Кашишвары был Васудева Бхаттачарья, происходивший из рода Канджилала Кану. Его родовое имя было Чаудхури. Его племянник, сын его сестры, по имени Рудра Пандит, был первым священнослужителем храма Валлабхапура, который находится в полутора километрах от железнодорожной станции Шрирамапур, в деревне Чатара, неподалёку от Калькутты. Там установлены божества Радхи-Говинды и Чайтаньи. Когда Бхактисиддханта Сарасвати посетил храм в Валлабхапуре, его настоятелем был шиваит по имени Шивачандра Чаудхури, потомок брата Кашишвары Пандита. В то время, в Валлабхапуре существовало правило каждый день готовить девять килограммов риса, овощей и других видов пищи. В окрестностях этой деревни было много земель, которые принадлежали божеству и на которых выращивали рис. Позднее, потомки брата Кашишвары распродали большую часть этих земель, из-за чего поклонение божеству было затруднено. Когда Бхактиведанта Свами Прабхупада был семейным человеком, ему тоже довелось побывать в храме Валлабхапура и принять там прасад.
В «Гаура-ганоддеша-дипике» (137) говорится, что Бхрингара, бывший слугой Кришны во Вриндаване, во времена игр Чайтаньи пришёл в образе Кашишвары.
Кашишвара Пандит умер во Вриндаване. Его самадхи расположен в области 64 самадхи.